# Радзивилл, Мартин Николай
Мартин Николай Кароль Радзивилл (пол. Marcin Mikołaj Karol Radziwiłł , 11 ноября 1705, Чернавчицы [ныне Брестского района Брестской области Беларуси] — 11 января 1782, Слуцк) — государственный деятель Великого княжества Литовского, великий кравчий литовский (с 1723), староста покшивницкий и грабовский. Генерал-лейтенант армии Великого княжества Литовского.

## Биография
Представитель княжеского рода Радзивиллов герба «Трубы». Сын Яна Николая Радзивилла и Генриетты Дороты из Пшебендовских. Единственный из оставшихся в живых детей князя Яна Николая, стал наследником — VII ординатом многочисленных имений и земельных наделов, в том числе Клецка и Острува.
В молодости получил хорошее образование, интересовался медициной, физикой и алхимией. Король польский и великий князь литовский Август Сильный назначил его — 18-летнего юношу — литовским кравчим.
По информации историков, Мартин Николай Радзивилл уже в молодые годы проявлял признаки психической неуравновешенности. Михаил Казимир Радзивилл «Рыбонька» сдерживал родственника от непредсказуемых выходок (например, от нападений на шляхту, проезжающую по общественным дорогам). Всё же Радзивиллы из Несвижа вынуждены были взять над ним опеку, чтобы освободить его жену и детей из-под домашнего заточения, в котором Мартин Николай держал их, лишив элементарных удобств. Вместе с тем, содержал при дворе своего рода гарем, который пополнял девушками из семей, живущих в принадлежавших ему окрестностях.
В своей лаборатории занимался поисками философского камня. Кроме того, окружил себя евреями и посвятил себя исследованиям талмуда, для чего выучил иврит, практиковал их религиозные традиции.

## Семья
От двух браков с Александрой Бельхацкой и Мартой Трембицкой имел дочь Антонину Массальскую (1730—1764) и пять сыновей (Юзефа Николая, Антония Николая, Доминика, Якуба Кшиштофа и Михаила Иеронима). Из них Якуб Кшиштоф (1748—1808) был умственно отсталым до такой степени, что находился под постоянным надзором семьи, а Доминик (1747—1803), подверженный душевной болезни меньше брата, женился и имел нормальных потомков. Третий сын, Антоний Николай (1741—1778), стал священником, пытался заниматься политикой, но имел слабое здоровье и преждевременная смерть не дала развиться его карьере. Физически ущербным был и старший сын Мартина Николая — Юзеф Николай Радзивилл (1736—1813), воевода новогрудский. Сын Михаил Иероним Радзивилл (1744—1831) стал впоследствии виленским воеводой и каштеляном.
Лишенный власти и признанный недееспособным, в 1748 году отец вынужден был передать ординат Юзефу Николаю. Содержался в строгой изоляции в имении в Бяла-Подляска, а затем в Клецке, где и умер. Похоронен в родовой усыпальнице в Несвиже.